# 丘基丘喬山
11°39′21″S 76°12′55″W / 11.65583°S 76.21528°W

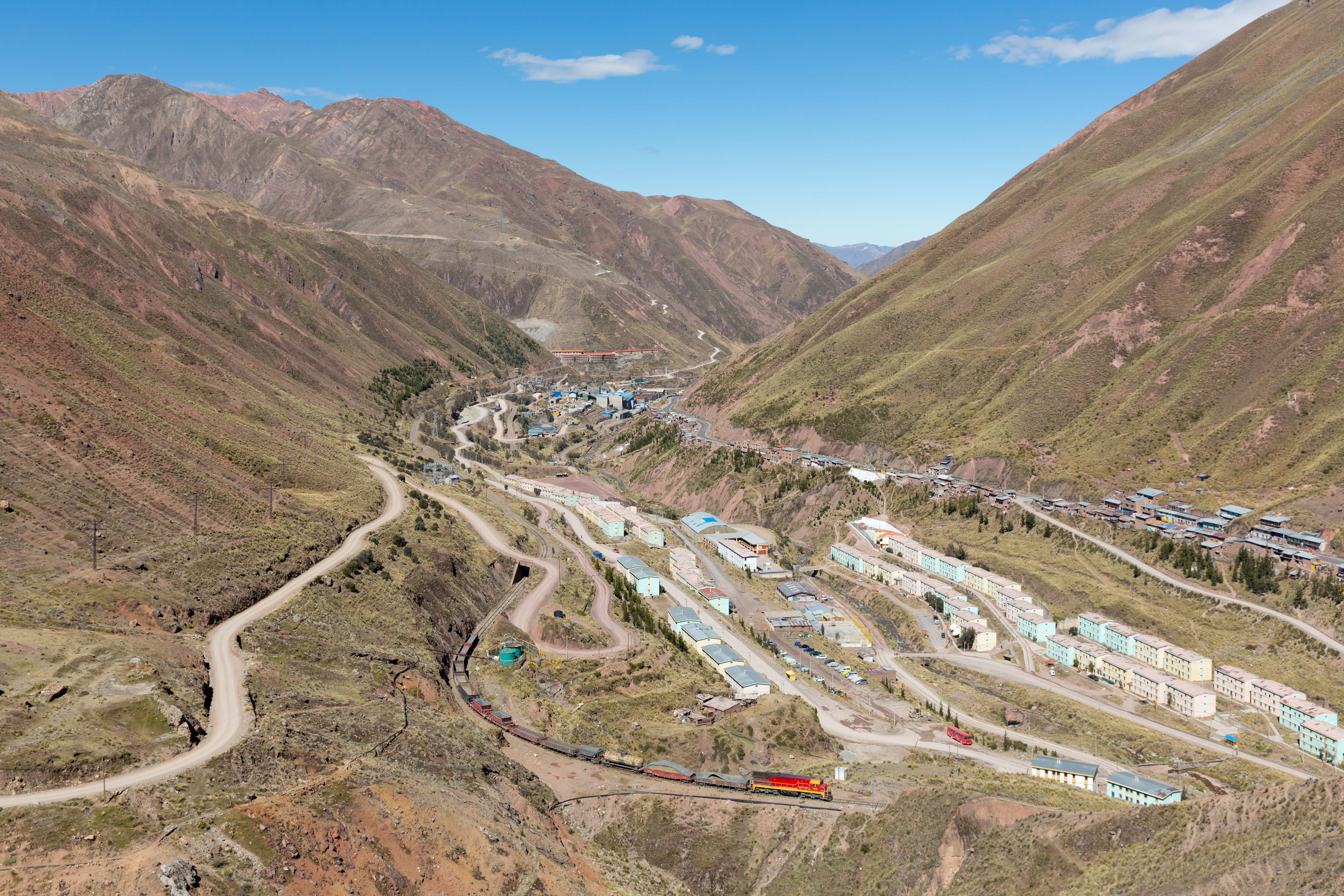
丘基丘喬山

丘基丘喬山（Chuqi Chukchu），是秘魯的山峰，位於該國中南部利馬大區，由瓦羅奇里省的奇克拉區負責管轄，屬於秘魯中部山脈的一部分，海拔高度5,154米。